# Johan Ludvig Heiberg
Pour les articles homonymes, voir Heiberg.
Ne doit pas être confondu avec Johan Ludvig Heiberg (poète).
Johan Ludvig Heiberg (né le 27 novembre 1854, mort le 4 janvier 1928) est un philologue et historien des mathématiques danois.

## Repères biographiques
Heiberg étudia la philologie classique et soutint en 1879 à Copenhague une thèse sur Archimède intitulée Quæstiones Archimedeæ. Il fut successivement professeur de lycée puis proviseur de 1884 à 1895. Puis il enseigna la philologie classique à l’université de Copenhague jusqu'en 1924. Son enseignement ne se limitait d'ailleurs pas aux mathématiques de l'Antiquité. On connaît surtout aujourd'hui son édition critique des œuvres d'Archimède, parue en trois volumes aux éditions Teubner en 1880–1881 à Leipzig. Heiberg connut un regain de célébrité en tant qu'expert lorsqu'en 1906 on découvrit à Constantinople un manuscrit d'une œuvre d’Archimède qu'on croyait perdue, La méthode, dans lequel le Syracusain dévoile les principes qui l'ont guidé dans certaines de ses découvertes géométriques. Heiberg édita également les œuvres de Ptolémée, les Coniques d’Apollonius de Perga et les Éléments d’Euclide.